# Bernard Charrier
Bernard Louis Marie Charrier (ur. 4 sierpnia 1938 w Nantes) – francuski duchowny katolicki, biskup Tulle w latach 2001-2013.

## Życiorys
Święcenia kapłańskie otrzymał 29 czerwca 1964 i został inkardynowany do diecezji Nantes. Był m.in. kapelanem liceów w La Baule (1965-1968) i w Saint-Nazaire (1968-1972), wykładowcą w miejscowym seminarium, a także wikariuszem generalnym diecezji (1995-2001). W 1996 był tymczasowym administratorem diecezji.

### Episkopat
22 stycznia 2001 papież Jan Paweł II mianował go biskupem diecezji Tulle. Sakry biskupiej udzielił mu 22 kwietnia 2001 ówczesny biskup Nantes - Georges Soubrier.
12 grudnia 2013 papież Franciszek przyjął jego rezygnację z pełnionego urzędu złożoną ze względu na wiek.